# بندق والأصدقاء
بندق والأصدقاء (بالإنجليزية: Goof Troop)‏ مسلسل من إنتاج ديزني بدا 1992-1993 عدد الحلقات 79 عدد المواسم 2 عرض على قناة ديزني وقناة mbc 3
القصة: بندق والأصدقاء يقومون بمغامرات رائعة.

## الأصوات العربية
- محمد وليد (بندق)
- أحمد محمد أحمد (عدس)
- زايد فؤاد (دنجل)
- عزه كمال (برغل)
- مصطفى أحمد (بؤجه)
- تغريد العصفوري (نبله)

## روابط خارجية
- الموقع الرسمي
- بندق والأصدقاء على موقع IMDb (الإنجليزية)
- بندق والأصدقاء على موقع ميتاكريتيك (الإنجليزية)
- بندق والأصدقاء على موقع فيلمافينيتي (الإسبانية)
- بندق والأصدقاء على موقع كينوبويسك (الروسية)
- بندق والأصدقاء على موقع ألو سيني (الفرنسية)
- بندق والأصدقاء على موقع قاعدة بيانات الفيلم (الإنجليزية)
- Goof Troop في قاعدة بيانات الرسوم المتحركة الكبيرة